# Elisabetha Josepha Weissenbach

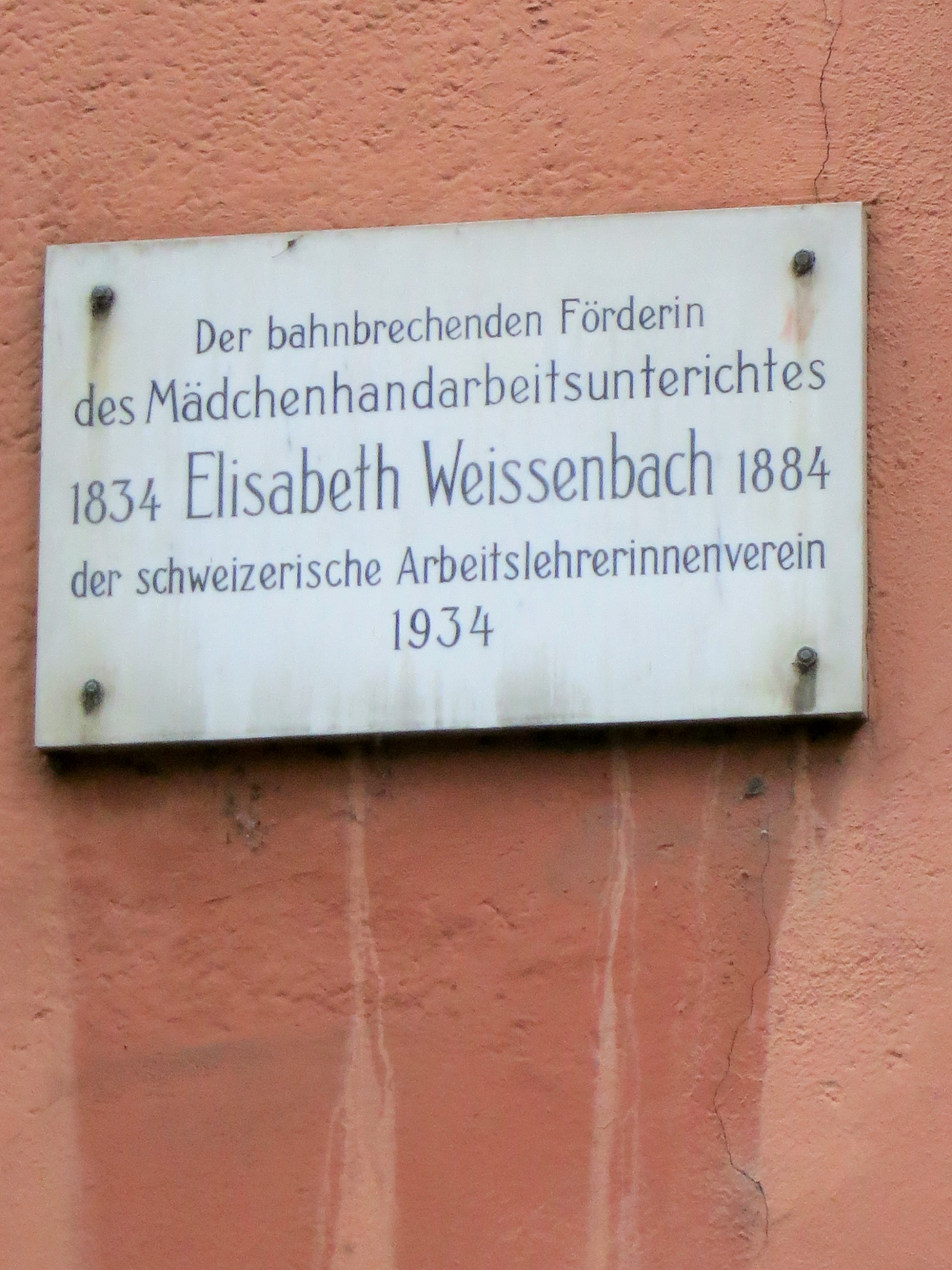
Gedenktafel Bärengasse 3

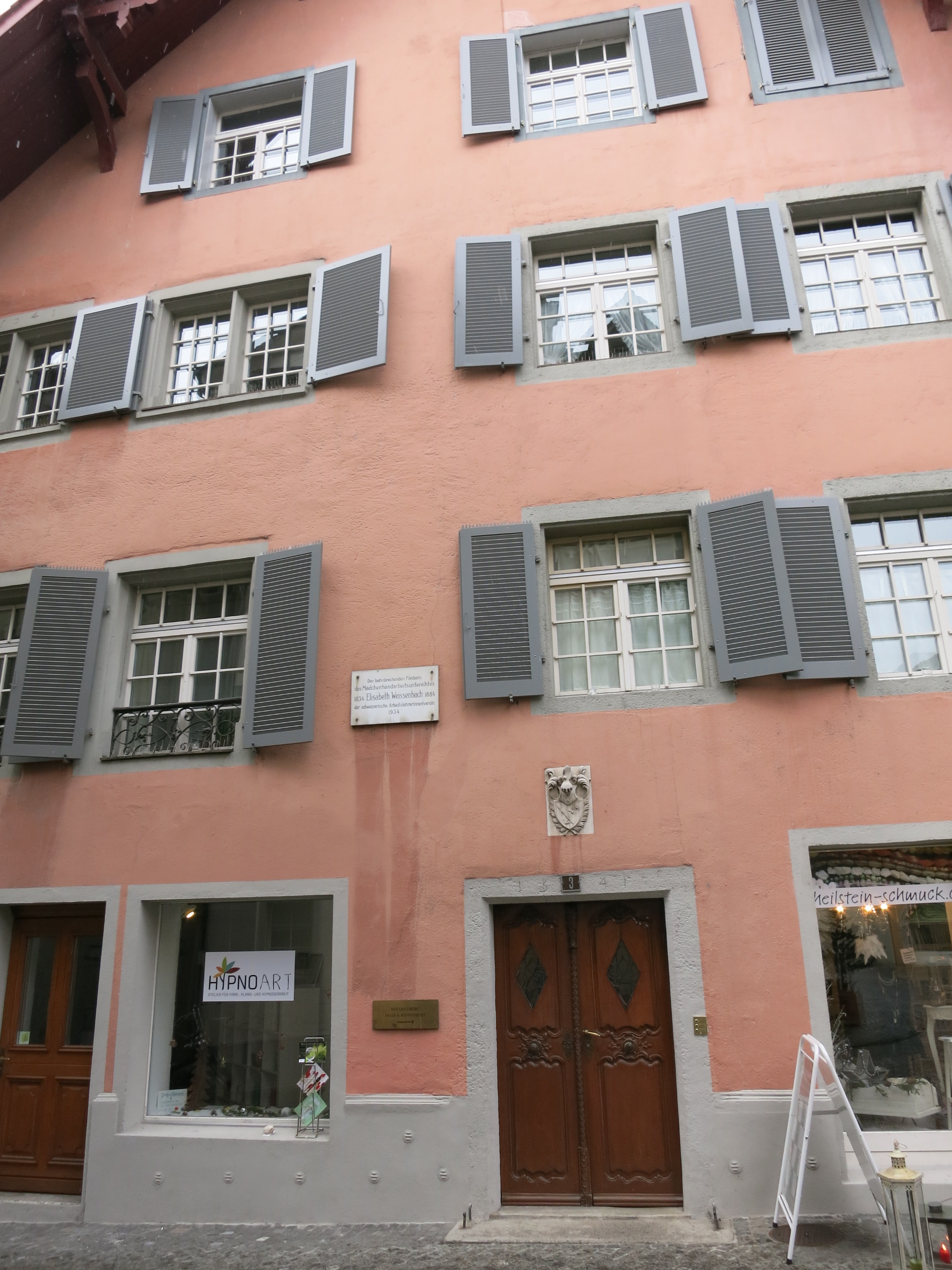
Wohnhaus Bärengasse 3, Bremgarten

Maria Elisabetha Josepha Weissenbach (* 2. Februar 1833 in Bremgarten; † 10. Juni 1884 ebenda; heimatberechtigt ebenda) war eine Schweizer Pädagogin aus dem Kanton Aargau.

## Leben
Elisabetha Josepha Weissenbach war eine Tochter des Goldschmieds und Spitalherrn Franz Xaver Weissenbach und seiner Frau Maria Josepha Keiser. Ihr Bruder war der Jurist und Politiker Robert Weissenbach. Von 1849 bis 1850 besuchte sie die Institutsschule des Visitandinnenklosters in Solothurn.
1856 wurde Elisabetha zur ersten Oberlehrerin und Inspektorin an die aargauischen Arbeitsschulen berufen, eine neu geschaffene Stelle. Weissenbach war von 1857 bis 1883 in der Aus- und Weiterbildung von Handarbeitslehrerinnen tätig. Sie setzte sich für eine spezifische Berufsausbildung für Handarbeitslehrerinnen und für den weiblichen Handarbeitsunterricht als eigenständiges Fach ein. Sie verfasste Lehrmittel und erarbeitete grossformatige Veranschaulichungsmittel für die Einübung verschiedener Arbeitsschultechniken. Ihre Reformkurse hielt Weissenbach auf Einladung in anderen Schweizer Kantonen, sowie im Ausland. 1870 und 1874 wurde sie nach Karlsruhe, 1879 nach Braunschweig und 1883 nach Würzburg gerufen.
Elisabetha Josepha Weissenbachs Lehrmittel wurden bis 1924 obligatorisch im Unterricht für Arbeitslehrerinnen-Kurse verwendet und blieben aber noch bis mindestens 1941 im freiwilligen Gebrauch. Auch in Bayern wurden die Lehrmittel bis zum Zweiten Weltkrieg verwendet. An der Weltausstellung 1873 in Wien erhielt sie eine besondere Ehre für ihren Lehrplan u. Katechismus zur Arbeitsschulkunde.

## Werke
- Arbeitschulkunde: Tl 1. Schul-, Unterrichts- und Erziehungskunde für Arbeitschulen. 8. Auflage. Schulthess, Zürich 1918.
- Arbeitschulkunde: Tl 2. Arbeits-, Waren- und Haushaltungskunde samt kurzer Anstandslehre. 7. Auflage. Schulthess, Zürich 1910.
- Lehrplan u. Katechismus zur Arbeitsschulkunde. 2. Auflage. Schulthess, Zürich 1881.